# عبد العزيز إسماعيل (لاعب كرة قدم ماليزي)
عبد العزيز إسماعيل (12 يونيو 1981 في ماليزيا -) هو لاعب كرة قدم ماليزي في مركز الدفاع. شارك مع منتخب ماليزيا لكرة القدم. أما مع النوادي، فقد لعب مع نادي برليس ‏ وArmed Forces F.C. ‏ وSarawak FA State Football Team ‏ وNS Betaria F.C. ‏ وMP Muar F.C. ‏ ونادي بينانق وTM F.C. ‏.

## وصلات خارجية
- عبد العزيز اسماعيل على موقع قاعدة بيانات كرة القدم.إي يو (الإنجليزية)
- عبد العزيز اسماعيل على موقع ناشيونال فوتبول تيمز (الإنجليزية)
- عبد العزيز اسماعيل على موقع Soccerway.com (الإنجليزية)